# Miura-Faltung

Faltmuster der Miura-Faltung. Die Parallelogramme in diesem Beispiel besitzen Winkel von 84° und 96°.

Die Miura-Faltung (japanisch ミウラ折り Miura-ori) ist eine Methode, ein flaches Objekt in eine kleinere Oberfläche zu falten. Die Faltung ist nach ihrem Erfinder, dem japanischen Astrophysiker Koryo Miura benannt. Die besondere Faltung erlaubt es, das Objekt durch eine kontinuierliche Bewegung in nur eine Richtung vollständig zu entfalten.

## Faltmuster
Das Faltmuster besteht dabei aus einer Tessellation mit Parallelogrammen, deren Kanten in eine Richtung gerade Linien und in die andere Richtung ein „Zickzackmuster“ bilden. Jedes Parallelogramm ist dabei bezüglich der geraden Linie zu dem benachbarten Parallelogramm achsensymmetrisch. Jeder Schnittpunkt von Falten grenzt dabei an drei Talfalten und eine Bergfalte beziehungsweise an drei Bergfalten und eine Talfalte.

## Verwendung

Falten und Entfalten eines Blatts Papier mit Miura-Faltung

Als technisches Origami findet die Faltung vor allem in der Raumfahrt Verwendung – durch die besonderen Eigenschaften können Solarmodule effizient transportiert und mit nur einem Motor entfaltet werden. Beispielsweise nutzte die Space Flyer Unit im Jahr 1996 oder auch der SPROUT Satellit das beschriebene Prinzip.
Weitere Anwendungsfelder umfassen komfortabel zu nutzende Karten und potentiell faltbare Möbel.